# Thermocyclops tchadensis
Thermocyclops tchadensis is een eenoogkreeftjessoort uit de familie van de Cyclopidae. De wetenschappelijke naam van de soort is voor het eerst geldig gepubliceerd in 1966 door Dussart & Gras.